# Joseph Dupont (musicien)
Pour les articles homonymes, voir Joseph Dupont et Dupont.
Joseph Dupont est un violoniste, chef d'orchestre, compositeur et directeur de théâtre belge, né à Ensival le 3 janvier 1838 et mort à Bruxelles le 21 décembre 1899.

## Biographie
Il étudie le violon aux Conservatoires de Liège et de Bruxelles et obtient un Prix de Rome de composition en 1863.
Après un voyage d'études de quatre ans en Europe, il est nommé chef d'orchestre à l'Opéra de Varsovie en 1867 et au Théâtre impérial de Moscou en 1871.
Il revient s'installer à Bruxelles en 1872, en tant que professeur d'harmonie au Conservatoire et chef d'orchestre au Théâtre de la Monnaie, qu'il codirige de 1886 à 1889 avec Alexandre Lapissida. Il dirige aussi souvent l'orchestre du Covent Garden de Londres.
Quelques mois avant sa mort, il est nommé membre de l'Académie royale de Belgique.
Joseph Dupont est le frère du pianiste et compositeur Auguste Dupont.
Il est inhumé au Cimetière de Bruxelles à Evere.